# Henryk Filipowicz
Henryk Filipowicz (ur. 25 stycznia 1842 w Radomiu, zm. po 1915 r.) – polski fotograf, malarz i ilustrator oraz podróżnik, dziennikarz i krytyk sztuki.
Był absolwentem gimnazjum, po czym w 1859 podjął naukę malarstwa w warszawskiej Szkole Sztuk Pięknych, kształcąc się w niej do 1861. Później do 1875 mieszkał w Warszawie prowadząc różnorodną działalność artystyczną i dziennikarską, przede wszystkim na łamach Tygodnika Illustrowanego, w którym do 1871 był kierownikiem artystycznym i ilustratorem, czasem też publikował teksty. Wszedł w skład redakcji Opiekuna Domowego, gdzie miał podobny profil działalności. Swoje ilustracje i teksty zamieszczał, choć rzadko, także w kilku innych polskich czasopismach, m.in. w Kłosach. Na łamach pism, z którymi współpracował publikował również recenzje z wystaw artystycznych oraz teksty z zakresu krytyki sztuki. Ponadto w tym czasie rozwijał swoje zainteresowania fotografiką i kontynuował malowanie, tworząc głównie naturalistyczne portrety, przedstawiając postacie ludzkie i architekturę warszawską. Kilkakrotnie wystawiał obrazy w Towarzystwie Zachęty Sztuk Pięknych. W 1866 odbył podróż w głąb Rosji, do Kuźniecka, gdzie przebywał do roku następnego, a w 1875 zamieszkał na parę lat w Odessie, by w 1880 osiąść w Tyflisie. W obu tych miastach utrzymywał się wykonując zawód fotografa, w Gruzji miał swoje atelier fotograficzne. Jednocześnie dalej rysował oraz malował, a także wysyłał swoje artykuły i ryciny do polskich czasopism. Wziął udział w wojnie z Turcją w 1877–1878 w charakterze korespondenta wojennego francuskiego tygodnika L’Illustration.
Kilka rysunków Henryka Filipowicza znajduje się w zbiorach Muzeum Narodowego w Warszawie, fotografia jego autorstwa jest w kolekcji Muzeum Narodowego w Kielcach, a kalendarz fotograficzny wykonany przez Filipowicza w zbiorze Muzeum Narodowego w Lublinie.
Odznaczony przez szacha perskiego gwiazdą Orderu Lwa i Słońca w 1888 za dostarczoną władcy kompozycję artystyczną "Grupa kawalerii perskiej".